# Danny Nelissen
Daniel Wilhelmus Maria „Danny“ Nelissen (* 10. November 1970 in Sittard) ist ein ehemaliger niederländischer Radrennfahrer, Straßen-Weltmeister und Sportkommentator.

## Familie
Schon der Urgroßvater von Danny Nelissen, Johannes Boesten, war Radsportler; er war 1895, im Alter von 13 Jahren, bei der Einweihung der Maastrichtsche Wielerbaan im Maastrichter Ortsteil Amby vor Ort. Sieben Jahre später erhielt er eine Anstellung als Pförtner der Bahn. 1902 war Boesten Zeuge eines Sprint-Matches zwischen dem US-amerikanischen Ex-Weltmeister im Sprint, Major Taylor, und dem Niederländer Harrie Meyers, ein Erlebnis, das in die Familiengeschichte einging.
Auf der Radrennbahn von Maastricht lernte die Tochter von Johannes Boesten den Amateur-Radrennfahrer Willem Nelissen kennen. Das Paar bekam vier Kinder, darunter den Vater von Danny Nellisen, Ger, sowie Jean, der ein bekannter Sportjournalist wurde. Eine Cousine von Danny Nelissen war mit dem Radrennfahrer Ad Wijnands verheiratet.

## Sportliche Laufbahn
Im Alter von zehn Jahren begann Nelissen in Geleen mit dem Radsport. In der Jugendklasse, wo Mädchen und Jungen noch gegeneinander fahren, war Leontien Zijlaard-van Moorsel seine größte Konkurrentin.
Nachdem Nelissen 1990 als Amateur den Prolog der Olympia’s Tour gewonnen hatte, wurde er im Juli 1990 Profi. 1992 gewann er eine Etappe der Aragon-Rundfahrt und den Grand Prix de Wallonie sowie 1993 eine Etappe der Asturien-Rundfahrt. Dann wurde ein Herzfehler bei ihm festgestellt, und er ließ sich reamateurisieren. 1995 gewann Danny Nelissen den Titel des Straßenweltmeisters der Amateure in Kolumbien; dieser Wettbewerb wurde 1995 aufgrund der Einführung der Einheitslizenz zum letzten Mal ausgetragen. Im selben Jahr gewann er die Olympia’s Tour. Anschließend wurde er erneut vom Radsportteam Rabobank unter Vertrag genommen. 1996 nahm er am Straßenrennen bei den Olympischen Spielen 1996 in Atlanta teil und wurde 111. im Straßenrennen. Er nahm dreimal – 1993, 1996 und 1997 – an der Tour de France teil. 1996 trug er drei Etappen lang das Gepunktete Trikot; 1997 gab er auf. Im Jahr 1998 gewann er das Eintagesrennen Schaal Sels Merksem und eine Etappe der Hessen-Rundfahrt. Wegen seiner Herzprobleme musste er Anfang 1999 endgültig das Rad an den Nagel hängen.

## Doping
Danny Nelissen gab im Januar 2013 an, zur Tour de France 1996 und 1997 sei ihm durch Rabobank-Teamarzt Geert Leinders das Dopingmittel EPO verabreicht worden.

## Diverses
Heute ist Danny Nelissen Production Manager bei Eurosport und war bis zu seinem Dopinggeständnis für diesen Sender als Kommentator tätig. Er machte einen Abschluss am „Johan Cruyff Institute for Sport Studies“ in Amsterdam.
Im Jahr seines WM-Sieges wurde Danny Nelissen „Sportler des Jahres“ in den Niederlanden.

## Erfolge
1990
- Prolog Olympia’s Tour

1992
- eine Etappe Aragon-Rundfahrt
- Grand Prix de Wallonie

1993
- eine Etappe Asturien-Rundfahrt

1995
- Amateur-Weltmeister – Straßenrennen
- Gesamtwertung und zwei Etappen Olympia’s Tour
- eine Etappe Tour de la Région Wallone

1998
- Schaal Sels Merksem
- eine Etappe Hessen-Rundfahrt

## Grand-Tour-Platzierungen
| Grand Tour            | 1993 | 1994 | 1995 | 1996 | 1997 |
| --------------------- | ---- | ---- | ---- | ---- | ---- |
| Giro d’ItaliaGiro     | –    | –    | –    | –    | –    |
| Tour de FranceTour    | 130  | –    | –    | 84   | DNF  |
| Vuelta a EspañaVuelta | –    | –    | –    | –    | 94   |